# Astragalus angustatus
Astragalus angustatus är en ärtväxtart som beskrevs av Pierre Edmond Boissier. Astragalus angustatus ingår i släktet vedlar, och familjen ärtväxter. Inga underarter finns listade i Catalogue of Life.